# Interrupce v Česku
Interrupce v České republice je legální až do 12. týdne těhotenství, s lékařským doporučením až do 24. týdne těhotenství, v případě závažných problémů s plodem kdykoliv. Interrupce doporučené lékařem jsou kryty zdravotním pojištěním, interrupce je však i jinak relativně cenově dostupná. Někdy se v češtině pro umělé ukončení těhotenství používá i výraz potrat, který je ale v tomto případě nesprávný.[zdroj?]

## Historie

Vývoj počtu interrupcí v ČR

Vývoj potratovosti v ČSR a České republice byl ovlivňován vývojem počtu obyvatelstva, legislativními úpravami a rozšiřováním moderních antikoncepčních metod. Umělé ukončení těhotenství se na základě zákona č. 68/1957 Sb. stalo běžným zákrokem, jako regulátor zde fungovaly interrupční komise, které posuzovaly oprávněnost jednotlivých žádostí, avšak činnost komisí byla poměrně formální a povolovaly naprostou většinu žádostí.
Celkový počet potratů v Československu či v Česku nikdy nepřesáhl počet porodů. Prudký nárůst umělých potratů byl však zaznamenán v polovině osmdesátých let, kdy byla miniinterrupce (do 8. týdne těhotenství) povolena a prováděna ženám zdarma za pokračující nedostupnosti jiné antikoncepce. Byla tedy využívána jako v podstatě antikoncepční metoda. Maxima bylo dosaženo mezi lety 1988 a 1990 (97,1; 98,2 a 96,2 potratů na sto porodů). V porovnání s evropským průměrem byl počet potratů i interrupcí v ČR vysoký. K úbytku nastalo po roce 1990, tento trend pokračoval až do roku 2007. Příčinou tohoto poklesu je v Česku široce dostupná antikoncepce a lepší sexuální výchova. Od roku 1993 přestaly být interrupce z jiných než zdravotních důvodů hrazeny z veřejného zdravotního systému.
V roce 2005 bylo zaznamenáno 31 000 ukončených těhotenství ku 93 000 živě narozených, z toho cca 21 000 interrupcí a zbytek spontánních potratů. V roce 2008 došlo oproti roku 2007 k mírnému vzrůstu počtu potratů (při pokračování poklesu relativního podílu potratů na všech těhotenstvích).

## Statistiky
Celkový počet předčasně ukončených těhotenství v roce 2009 byl 40 528 , z nichž 14 629 (tj. 36,1 %) bylo samovolných potratů, 24 636 (60,8 %) ukončení těhotenství (historicky nejnižší počet vůbec), z čehož 77 % bylo „miniinterrupcí“ (do 8. týdne těhotenství). 1 300 mimoděložních těhotenství bylo rovněž ukončeno. Průměrné číslo počtu ukončených těhotenství na jednu ženu je 0,53, umělých ukončení těhotenství 0,34.
Z pohledu regionů je nejvyšší míra interrupcí v severních a severozápadních Čechách. Nejnižší je pak ve venkovských oblastech (jižní Morava a Českomoravská vrchovina). Tento poměr je obecně vyšší ve velkých průmyslových městech v porovnání s malými městy a venkovem.
Vdané ženy tvoří největší část žadatelek o interrupci, ale jejich podíl klesá ve prospěch svobodných mladých žen. Ženy s terciárním vzdělání tvoří asi 6 % těchto případů. V roce 2009 7,5 % žen přejících si interrupci byly cizinky žijící v České republice. Oficiální statistiky o „interrupční turistice“ (především ze sousedního Polska, kde je interrupce přísně omezena) neexistují, ale počty se odhadují na nízké úrovni.